# Mondveld

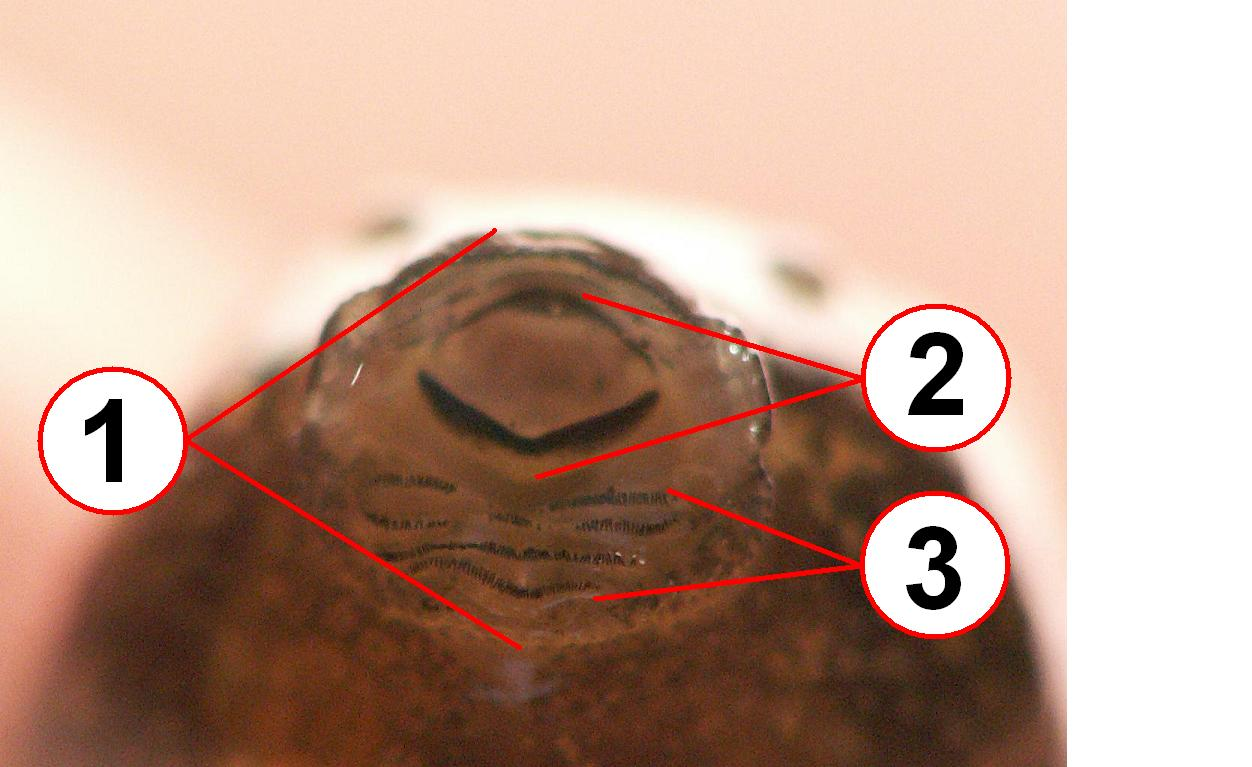
Mondveld (1), mondopening (2) en liptandjes (3) op de onderlip van de larve van de bruine kikker.

Het mondveld is onder meer de mondomgeving van de larven van kikkers. Het bestaat uit de hoornkaak (de eigenlijke bek), de mondrandpapillen die een zintuiglijke functie hebben en de liptandjes die het voedsel vermalen. De indeling van het mondveld is een belangrijk determinatiekenmerk van de larven van kikkers, vooral de mondformule van de liptandjes. Andere kenmerken zijn de vorm en indeling van de staart, de afstand tussen de ogen en kenmerken van de poten.